# Hannes Björninen
Hannes Björninen (* 19. října 1995, Lahti) je finský lední hokejista, útočník hrající ve středu i na kraji. V současnosti působí v klubu Örebro HK, ve švédské nejvyšší soutěži. S finskou reprezentací vyhrál mistrovství světa 2022 a olympijský turnaj v Pekingu v roce 2022. Má též stříbro ze světového šampionátu 2021. Hrál i na MS 2023. Finskou nejvyšší soutěž hrál za Pelicans Lahti. Jednu sezónu strávil v KHL s Jokeritem Helsinky. Ve švédské lize hrál i za Brynäs IF.